# Sainte-Fauste
Sainte-Fauste és un municipi francès, situat al departament de l'Indre i a la regió de Centre – Vall del Loira. L'any 2007 tenia 270 habitants.

## Demografia

### Població
El 2007 la població de fet de Sainte-Fauste era de 270 persones. Hi havia 106 famílies, de les quals 18 eren unipersonals (11 homes vivint sols i 7 dones vivint soles), 37 parelles sense fills, 44 parelles amb fills i 7 famílies monoparentals amb fills.
La població ha evolucionat segons el següent gràfic:
Habitants censats

### Habitatges
El 2007 hi havia 125 habitatges, 105 eren l'habitatge principal de la família, 12 eren segones residències i 8 estaven desocupats. Tots els 125 habitatges eren cases. Dels 105 habitatges principals, 97 estaven ocupats pels seus propietaris, 7 estaven llogats i ocupats pels llogaters i 1 estava cedit a títol gratuït; 17 tenien tres cambres, 26 en tenien quatre i 63 en tenien cinc o més. 98 habitatges disposaven pel capbaix d'una plaça de pàrquing. A 30 habitatges hi havia un automòbil i a 71 n'hi havia dos o més.

### Piràmide de població
La piràmide de població per edats i sexe el 2009 era:
| Homes | Edats   | Dones |
| ----- | ------- | ----- |
| 0     | 95 o +  | 0     |
| 0     | 90 a 94 | 0     |
| 4     | 85 a 89 | 4     |
| 4     | 80 a 84 | 0     |
| 0     | 75 a 79 | 0     |
| 8     | 70 a 74 | 4     |
| 4     | 65 a 69 | 12    |
| 0     | 60 a 64 | 0     |
| 4     | 55 a 59 | 4     |
| 4     | 50 a 54 | 4     |
| 12    | 45 a 49 | 12    |
| 12    | 40 a 44 | 8     |
| 8     | 35 a 39 | 12    |
| 20    | 30 a 34 | 8     |
| 4     | 25 a 29 | 8     |
| 4     | 20 a 24 | 8     |
| 16    | 15 a 19 | 8     |
| 24    | 10 a 14 | 12    |
| 4     | 5 a 9   | 8     |
| 0     | 0 a 4   | 0     |

## Economia
El 2007 la població en edat de treballar era de 172 persones, 138 eren actives i 34 eren inactives. De les 138 persones actives 134 estaven ocupades (70 homes i 64 dones) i 4 estaven aturades (2 homes i 2 dones). De les 34 persones inactives 12 estaven jubilades, 14 estaven estudiant i 8 estaven classificades com a «altres inactius».

### Ingressos
El 2009 a Sainte-Fauste hi havia 113 unitats fiscals que integraven 291 persones, la mediana anual d'ingressos fiscals per persona era de 18.819 €.

### Activitats econòmiques
Dels 12 establiments que hi havia el 2007, 5 eren d'empreses de construcció, 1 d'una empresa de comerç i reparació d'automòbils, 5 d'empreses de serveis i 1 d'una entitat de l'administració pública.
Dels 4 establiments de servei als particulars que hi havia el 2009, 1 era un paleta, 2 guixaires pintors i 1 lampisteria.
L'any 2000 a Sainte-Fauste hi havia 12 explotacions agrícoles.

## Poblacions més properes
El següent diagrama mostra les poblacions més properes.